# Sittelle de Chine
Vous lisez un « article de qualité » labellisé en 2014.
Sitta villosa
Espèce
Synonymes
- Sitta pekinensis David, 1867
- Sitta villosa yamashinai Momiyama, 1931

Statut de conservation UICN

 LC  : Préoccupation mineure
La Sittelle de Chine (Sitta villosa) est une espèce d'oiseaux de la famille des Sittidae. C'est une sittelle de petite taille, mesurant 11,5 cm de longueur. Les parties supérieures sont gris-bleu, les parties inférieures d'un chamois-grisâtre terne à un orange-cannelle, avec les joues blanches. Il existe un dimorphisme sexuel marqué : le mâle adulte se distingue par sa calotte très noire, quand celle de la femelle est de la même couleur que le dos, ou tout au plus gris foncé quand le plumage est usé. Chez les deux sexes, un trait oculaire gris sombre s'étend en avant et en arrière de l'œil, surmonté d'un net sourcil blanc le séparant de la calotte. Le chant est variable, et composé de répétitions de petits sifflements invariants. L'espèce se nourrit principalement d'insectes en été et complète son alimentation avec des graines et des fruits. Le nid est généralement placé en hauteur dans le trou d'un conifère. Le couple élève une nichée par an, comptant cinq ou six oisillons.
La Sittelle de Chine vit depuis le centre de la Chine jusqu'au Nord-Est du pays, jusqu'en Corée et dans l'extrême Sud-Est de la Russie. Jusqu'à trois sous-espèces sont distinguées, S. v. villosa, S. v. bangsi et S. v. corea, aux répartitions et colorations légèrement distinctes. La Sittelle de Chine est phylogénétiquement proche de la Sittelle corse (S. whiteheadi) qui se trouve pourtant à plusieurs milliers de kilomètres sur l'île méditerranéenne, et ces deux espèces sont elles-mêmes étroitement apparentées à la Sittelle à poitrine rousse (S. canadensis), nord-américaine. L'aire de répartition de l'oiseau étant très vaste et les effectifs ne semblant pas trop décliner, l'Union internationale pour la conservation de la nature considère l'espèce comme de « préoccupation mineure ».

## Description

### Plumage et mensurations

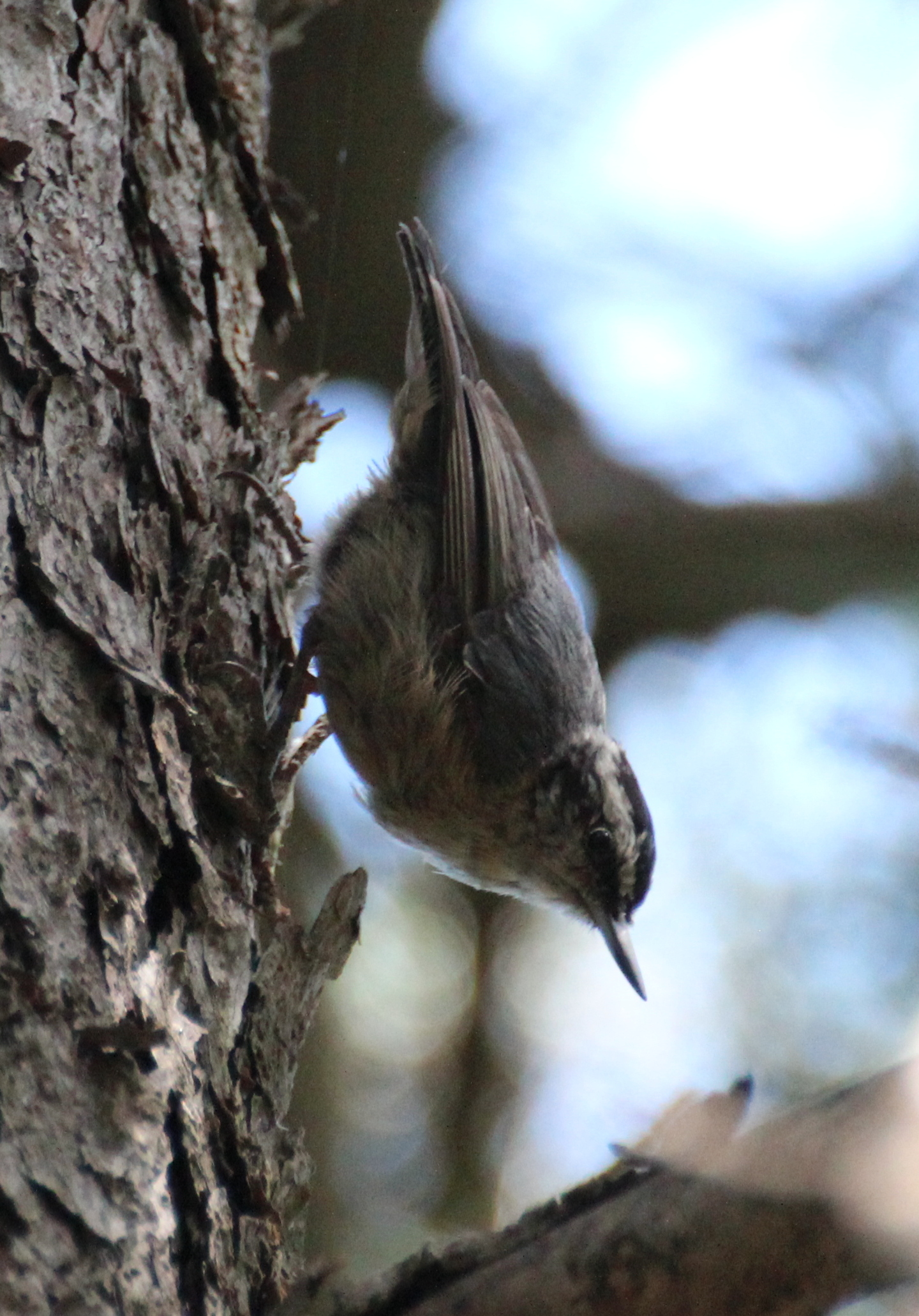
Une Sittelle de Chine, photographiée descendant le long d'un tronc d'arbre tête la première, en Chine.

Les parties supérieures de la Sittelle de Chine sont gris-bleu, avec la calotte noir brillant à gris foncé ; les parties inférieures sont plutôt claires, allant du chamois-grisâtre terne à l'orange cannelle. La coloration varie assez sensiblement selon le sexe, l'usure du plumage et la sous-espèce. L'espèce possède un sourcil blanc marqué, ainsi qu'un trait oculaire noir plus ou moins bien défini. Le bec est fin et pointu, avec le bord de la mandibule supérieure (le culmen) droit, ce qui peut donner l'impression que la pointe du bec remonte vers le haut. Le bec est noir-ardoise, avec la base de la mandibule inférieure bleu-gris. L'iris est brun à brun-foncé, et les pattes et doigts sont ternes, gris-bleu à gris-brunâtre.
Il existe un dimorphisme sexuel assez marqué : le mâle a une calotte très noire et un trait oculaire noir net encadrant un sourcil blanc contrastant, alors que chez la femelle la calotte est à peine plus sombre que le reste des parties supérieures en plumage frais, devenant plus foncée avec l'usure des plumes, d'abord par le front, pour finir plus ou moins lavée de noir-suie. Son trait oculaire est également moins bien défini, plus terne, et son sourcil plus fin. La femelle est globalement plus terne que le mâle, avec notamment les scapulaires moins vives, les plumes des ailes bordées de brun et les parties inférieures plus sombres et moins colorées. Le mâle juvénile a la calotte plus noire que la plus sombre des femelles, mais toujours moins noire et moins brillante que celle du mâle adulte ; ses parties inférieures sont en revanche plus sombres et davantage colorées de cannelle. Chez la sous-espèce nominale, les juvéniles ont aussi du cannelle bordant les plumes de leurs ailes, quand les bordures des plumes des adultes sont généralement plus ternes, tirant vers le gris. Chez la sous-espèce S. v. bangsi, les adultes ont les bordures des plumes cannelle, et sont globalement plus colorés que la sous-espèce S. v. villosa, le mâle ayant les parties inférieures orange-cannelle et la femelle chamois-cannelle, ternes. Cependant, à la fin de l'hiver, les deux sous-espèces ont des colorations plus pâles et assez similaires. La sous-espèce S. v. corea est souvent rapprochée de la sous-espèce nominale, en plus pâle, grisâtre et plus petite,.
La Sittelle de Chine est une petite sittelle, mesurant 11,5 cm de longueur. Chez S. v. villosa, l'aile pliée mesure 63-70 mm pour le mâle, 63-69 mm pour la femelle ; chez la sous-espèce S. v. bangsi, c'est 67-75 mm pour le mâle, 67-72 mm pour la femelle. Chez S. v. villosa, la queue mesure 34-40 mm pour le mâle, 31-38 mm pour la femelle ; chez S. v. bangsi, c'est 37-41 mm pour le mâle, 35-40 mm pour la femelle. Le bec mesure 14,5-18 mm et le tarse 13,5-17 mm. L'adulte pèse 8-11 g, et 11,3 g en moyenne pour les juvéniles qui arrivent à maturité.

### Espèces similaires
Cette espèce se trouve par endroits en sympatrie avec la Sittelle torchepot (S. europaea), mais s'en distingue par sa plus petite taille, son sourcil blanc clairement apparent, la calotte noire chez le mâle, et des parties inférieures relativement unies, sans les sous-caudales et les flancs roux. Dans l'ouest de sa zone de répartition, la Sittelle de Chine peut également être trouvée avec la Sittelle de Przewalski (S. przewalskii), et elles ont toutes deux des parties inférieures vivement colorées de cannelle. S. villosa se distingue en revanche facilement par son trait oculaire noir, quand la Sittelle de Przewalski a les joues très claires contrastant avec la poitrine. La Sittelle de Chine est enfin très proche phylogénétiquement et morphologiquement de la Sittelle corse (S. whiteheadi), qui est cependant endémique de Corse et qui a généralement des parties inférieures beaucoup moins vives ; une Sittelle de Chine en plumage usé a les parties inférieures tout juste plus chamoisées qu'une Sittelle corse en plumage frais. Les deux espèces sont étroitement apparentées à la Sittelle à poitrine rousse (S. canadensis), qui a quant à elle les parties inférieures encore plus vives, avec un trait oculaire plus marqué.

Espèces ressemblantes ou phylogénétiquement proches
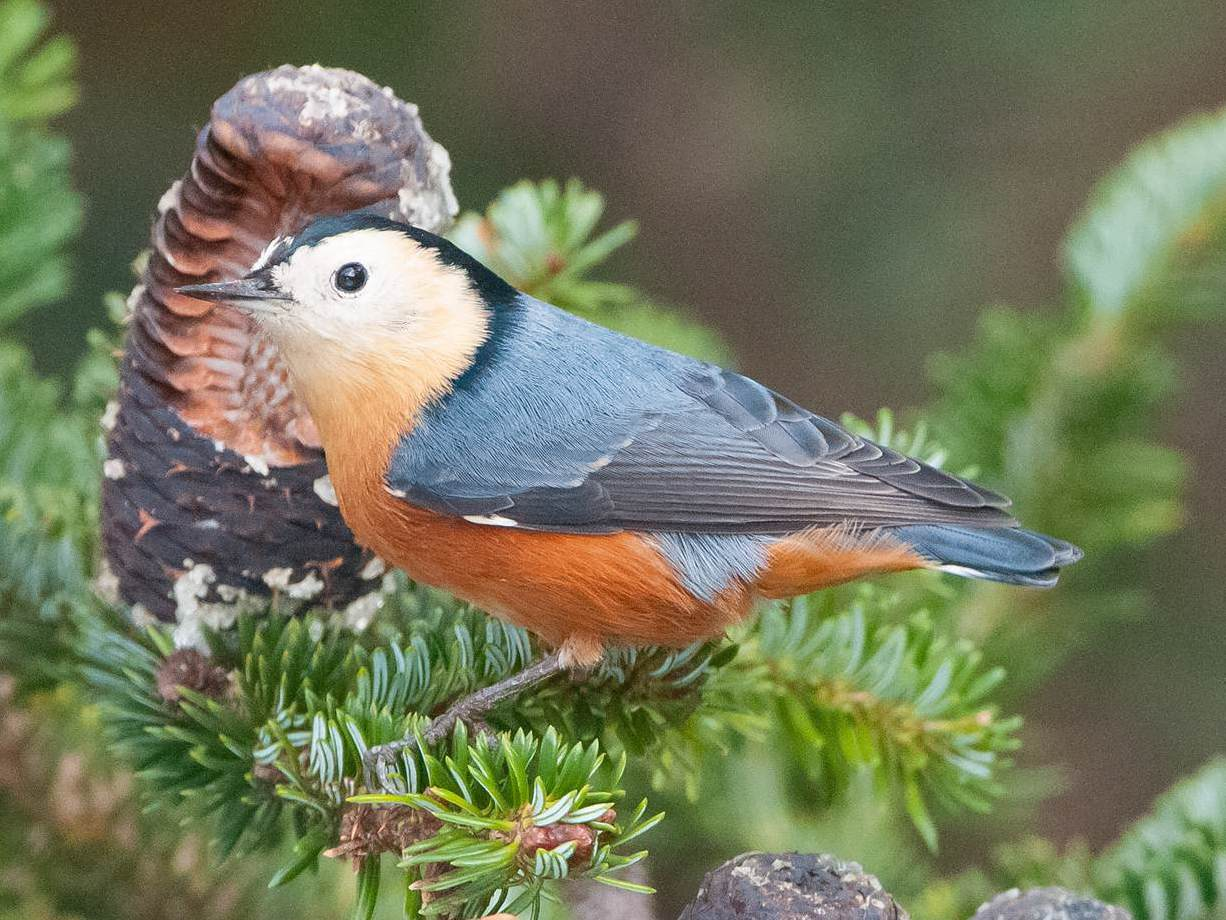
Sittelle de Przewalski (S. przewalskii)
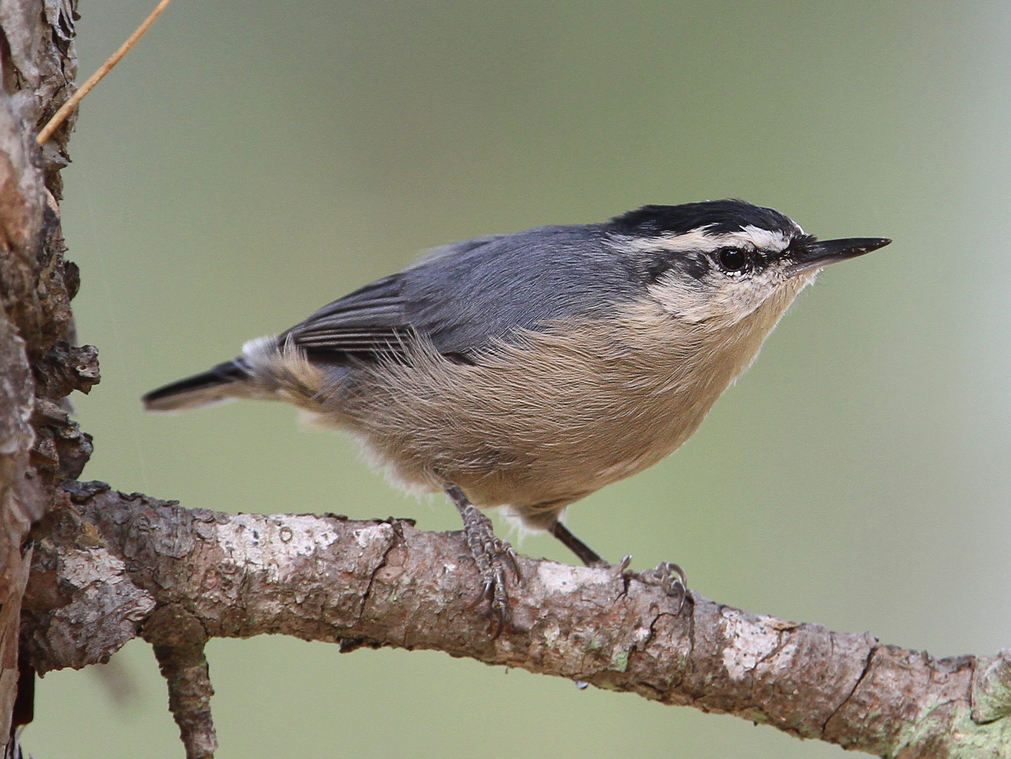
Sittelle corse (S. whiteheadi)
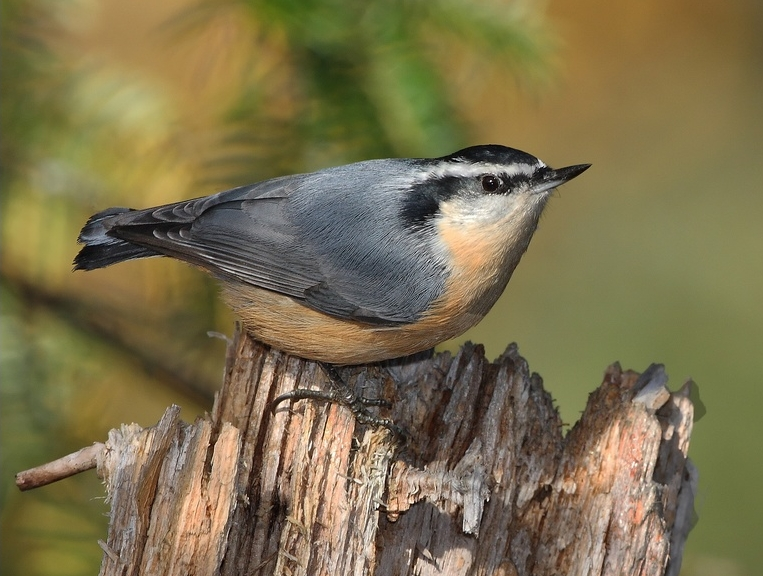
Sittelle à poitrine rousse (S. canadensis)

## Écologie et comportement

### Voix
La Sittelle de Chine chante au sommet des pins et des épicéas. L'ornithologue britannique Simon Harrap donne trois types de cris de base. Le premier est un cri dur et prolongé en schraa, schraa, rappelant le Geai des chênes (Garrulus glandarius), et similaire à certains cris trouvés chez la Sittelle corse (S. whiteheadi), la Sittelle kabyle (S. ledanti) ou la Sittelle de Krüper (S. krueperi). Ces cris sont produits individuellement ou en séries irrégulières espacées de 0,3 à une seconde, quand l'oiseau est agité ou excité. Le deuxième type de cris consiste en des cris de contact calmes, des sifflements plus mélodiques formant des séries plus ou moins longues et plus ou moins régulières en whip, whip whip, quip-quip-quip-quip, devenant parfois un quit, quit… couinant. Le chant est composé de ce type de notes, en nombre de cinq à trente, le volume augmentant dans la première partie du chant. Des petits sifflements ascendants sont également émis, au rythme de sept notes par seconde et pendant 1,5 à 2,25 secondes, parfois introduits par une note plus haute, formant ainsi un tsi-pui-pui-pui-pui…. Ce type de chant est variable, et peut devenir plus cliquetant, avec douze unités par seconde, duiduiduidui…, comme peuvent le faire certaines Sittelles à poitrine rousse (S. canadensis), mais en plus doux et plus aigu. Le dernier type de cri consiste en des notes courtes et nasales, en quir, quir, produites en longues séries très rapides, ou de manière irrégulière.

### Alimentation

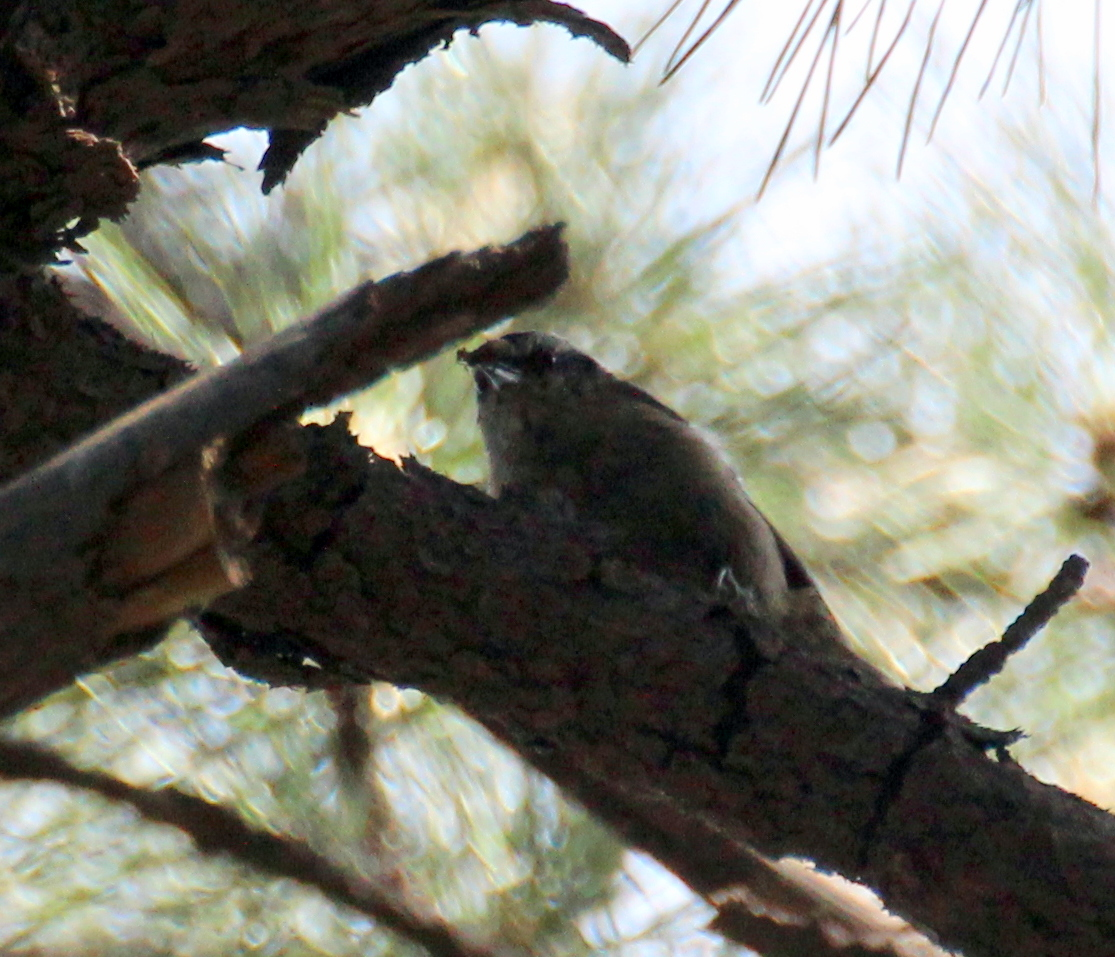
Une Sittelle de Chine, un insecte dans le bec.

En été, la Sittelle de Chine se nourrit presque exclusivement d'insectes, et ces invertébrés sont également la seule source d'alimentation des jeunes. En avril-août, des études en Chine ont montré que 98,5 % de son alimentation se composait d'insectes, dont des coléoptère (Coleoptera), hyménoptères (Hymenoptera), papillons, punaises (Heteroptera), homoptères (Homoptera, dont pucerons et cicadidés), de névroptères (Neuroptera) et de mouches (Diptera). Elle consomme les plus gros insectes en les tenant à l'aide de ses pattes et en les déchiquetant avec le bec ; elle peut également capturer des insectes en vol. Comme d'autres sittelles, la Sittelle de Chine fait des réserves de nourriture. En hiver, le régime alimentaire de cette sittelle comprend principalement des fruits à coque, des graines et les fruits d'arbres. L'espèce prend souvent part à des volées mixtes d'alimentation en hiver, où elle est observée en couple,.

### Reproduction
Au Jilin, la saison de reproduction prend place fin avril-début mai. Le nid est généralement placé en hauteur dans la cavité d'un conifère (à plus de 9 m du sol, en moyenne), mais peut également être construit dans une souche pourrie ou dans un vieux bâtiment. L'entrée du nid fait environ 35 mm de diamètre, et n'est pas maçonnée, mais l'espèce colmate les fissures à l'intérieur à l'aide de boue. Les deux partenaires construisent le nid durant sept à huit jours, faisant un bol à partir de fibres végétales, de plumes, d'herbes. La ponte compte quatre à neuf œufs — généralement cinq ou six — blancs marqués de brun-rougeâtre et mesurant 15-17 × 12,5-13 mm. La femelle couve seule tandis que le mâle la nourrit, et les petits sortent de l'œuf après 15 à 17 jours d'incubation. Les deux parents participent à leur nourrissage, et n'élèvent qu'une volée dans l'année.

### Parasites
Un acarien des plumes, Pteroherpus surmachi, a été décrit de chez S. villosa en 2011 par l'arachnologiste russe Sergei V. Mironov.

## Répartition et habitat

Répartition approximative de la Sittelle de Chine. Les données en Corée du Nord sont parcellaires. La flèche indique la répartition limitée dans le sud de Sakhaline. Les pointillés signalent l'expansion de la répartition vers le sud de la péninsule coréenne lors de l'hiver.

Cette espèce vit dans le Nord-Est de la Chine, en Corée, et dans l'extrême Sud-Est de la Russie. Elle a été signalée sur l'île russe de Sakhaline, mais pourrait n'y être qu'erratique. En Chine, sa distribution commence à l'ouest, dans l'Est du Qinghai, et s'étend vers l'est, dans le Sud-Est et le centre du Gansu, la plupart du Shaanxi, le Shanxi, le Nord du Hebei, jusqu'à la municipalité de Pékin. Une autre partie de l'aire de répartition commence dans le Sud du Liaoning (dans le Liaodong), et s'étale dans le Sud du Jilin et du Heilongjiang jusqu'à l'extrême Sud-Est de la Russie dans le kraï du Primorie. Elle est rare dans les deux Corées : elle niche rarement dans le Nord de la Corée du Nord et ne serait qu'erratique en Corée du Sud ou hivernante ; dans la péninsule elle est étroitement associée aux forêts de Pin rouge du Japon (Pinus densiflora). En Chine, elle peuple les forêts de conifères (Pinus, Picea), parfois mêlées de chênes (Quercus) et de bouleaux (Betula).
Pendant l'été 2006, des Hollandais participant à une expédition entomologique observent incidemment un couple de sittelles, nicheurs, dans l'Altaï, près du point de rencontre de la Chine, du Kazakhstan, de la Mongolie et de la Russie (50° 05′ 12,2″ N, 87° 46′ 59,4″ E), dans une forêt pure de mélèzes (Larix sp.), à 2 150 m d'altitude. Ils décrivent le mâle avec une calotte noire, la femelle sans, et ajoutent que les deux ont un trait oculaire sombre surmonté d'un sourcil blanc. Si la Sittelle torchepot (S. europaea) est présente dans la région (sous-espèce asiatica), les observateurs assurent que la calotte noire du mâle et la petite taille des individus excluent une erreur d'identification avec cette espèce eurasiatique. L'espèce la plus proche géographiquement pouvant correspondre à cette description est la Sittelle de Chine, qui serait alors loin de sa répartition connue (à 1 500 km de l'aire de nidification), et qui a les parties inférieures plus chamoisées que les individus observés. Pour les observateurs, ce signalement pourrait être le signe d'une distribution bien plus vaste de l'espèce chinoise, ou l'oiseau pourrait être une espèce encore non décrite et apparentée à S. whiteheadi et S. villosa. Ces deux espèces aux distributions éloignées de 70 000 km rappellent le cas des deux pies-bleues du genre Cyanopica, la Pie-bleue à calotte noire (C. cyanus), de l'Est de l'Asie, et la Pie-bleue ibérique (C. cooki), du Portugal et d'Espagne. À partir de ce moment, l'identité de l'oiseau surnommé « sittelle de l'Altaï », nécessite alors des recherches ciblées. En juin 2017, en période de reproduction, deux ornithologues suisses partent à la recherche de cette sittelle sur le site de signalement, restant cinq nuits pour prospecter dans les forêts environnantes de toute nature, de l'aube au crépuscule, de la limite des arbres au fond des vallées. Plusieurs couples nicheurs de sittelles S. europaea asiatica sont identifiés, et répondent à la repasse du chant de l'espèce, mais aucune autre sorte de sittelle n'est identifiée. Les auteurs concluent que l'observation de 2006 concernait probablement la sous-espèce locale de torchepot, qui peut présenter un sourcil blanc très visible, et dont la calotte peut paraître assombrie selon l'angle de vue, l'usure du plumage, ou éventuellement si elle est salie de charbon.

## Taxinomie

### Nomenclature et sous-espèces

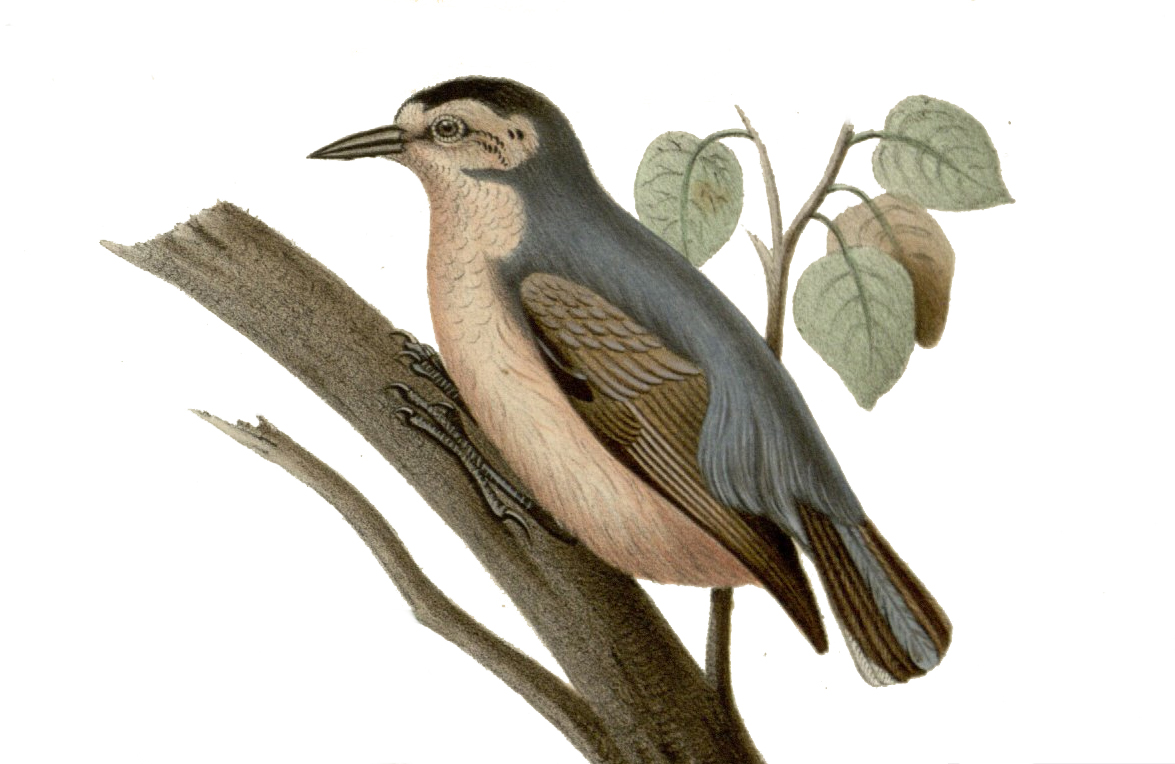
Dessin de 1865 d'une Sittelle de Chine par Josephe Huët, accompagnant la description originale de l'espèce par Jules Verreaux.

La Sittelle de Chine est décrite en 1865 par l'ornithologue français Jules Verreaux, d'après des spécimens envoyés de Pékin par le missionnaire Armand David en 1862,, lequel la cite également sous le nom de Sitta pekinensis en 1867. Verreaux décrit l'espèce comme proche de Sitta canadensis mais ayant un plumage long et soyeux, et lui donne donc le nom « villosa », du latin pour « velu ». Dans le découpage en sous-genres du genre Sitta, peu utilisé, la Sittelle de Chine est placée dans Sitta (Micrositta) Buturlin, 1916. Selon le Congrès ornithologique international, il existe trois sous-espèces :
- Sitta villosa bangsi Stresemann, 1929, décrit en 1929 par l'ornithologue allemand Erwin Stresemann d'un spécimen venant du Nord-Est du Qinghai[18], et initialement décrite comme une sous-espèce de la Sittelle à poitrine rousse (S. canadensis). Cette sous-espèce vit dans le centre de la Chine[17], dans le Gansu central et le Qinghai ;
- Sitta villosa villosa J. Verreaux, 1865, sous-espèce type de la description par Jules Verreaux. Elle vit du Sud-Est de la Sibérie, et dans le centre-Nord et le Nord-Est de la Chine jusqu'en Corée[17] ;
- Sitta villosa corea Ogilvie-Grant, 1906, décrite par l'ornithologue écossais William Robert Ogilvie-Grant, depuis du matériel provenant de 180 km au sud-est de Séoul. Elle vit dans la péninsule coréenne et dans le Sud-Est de la Sibérie[17]. Ce taxon est souvent considéré comme une variante de la sous-espèce nominale, mais Nazarenko suggère en 2006 de le retenir comme valide[3], ce qui est entériné dans la quatrième édition, en 2014, de l'ouvrage Howard and Moore Complete Checklist of the Birds of the World, puis dans la version 5.2 (avril 2015) de la classification du Congrès ornithologique international[17].

L'ornithologue japonais Toku Tarô Momiyama utilise également plus tard le nom Sitta villosa yamashinai Momiyama, 1931, mais ce nom n'étant associé à aucune description scientifique valide, c'est un nomen nudum.

### Phylogénie moléculaire
- « groupe canadensis »
  - Sittelle du Yunnan (S. yunnanensis)
  - 
    - 
      - Sittelle à poitrine rousse (S. canadensis)
      - 
        - Sittelle corse (S. whiteheadi)
        - Sittelle de Chine (S. villosa)

    - 
      - Sittelle de Krüper (S. krueperi)
      - Sittelle kabyle (S. ledanti)

En 1998, Éric Pasquet étudie le cytochrome-b de l'ADN mitochondrial d'une dizaine d'espèces de sittelles, dont les différentes espèces du groupe de Sitta canadensis, qu'il définit comme comprenant six espèces, qui sont aussi celles de ce qui est parfois traité comme le sous-genre Micrositta : canadensis, villosa, yunnanensis, whiteheadi, krueperi et ledanti. La Sittelle du Yunnan (S. yunnanensis) n'est pas incluse dans l'étude. Pasquet conclut que la Sittelle de Chine est à rapprocher phylogénétiquement de la Sittelle corse (S. whiteheadi) et de la Sittelle à poitrine rousse (S. canadensis), ces trois espèces formant le groupe-frère d'un clade regroupant la Sittelle de Krüper (S. krueperi) et la Sittelle kabyle (S. ledanti). Les trois premières espèces seraient même suffisamment proches pour être conspécifiques. Par souci de stabilité de la taxinomie, toutes gardent cependant leur statut d'espèce à part entière. En 2014, Éric Pasquet et al. publient une phylogénie fondée sur l'ADN nucléaire et mitochondrial de 21 espèces de sittelles et confirment les relations de l'étude 1998 au sein du « groupe canadensis », en ajoutant la Sittelle du Yunnan (S. yunnanensis), qui est trouvée comme la plus basale des espèces.
Les conclusions de l'étude sont en accord avec la morphologie des espèces, les Sittelles à poitrine rousse, corse et de Chine partageant notamment comme caractère dérivé la calotte entièrement noire uniquement présente chez les mâles, trait unique chez les Sittidae et familles apparentées. Le second clade, regroupant Sittelles de Krüper et kabyle, aurait pour synapomorphie l'avant de la calotte noir chez les mâles, ce dimorphisme sexuel étant absent chez les jeunes individus.

### Biogéographie

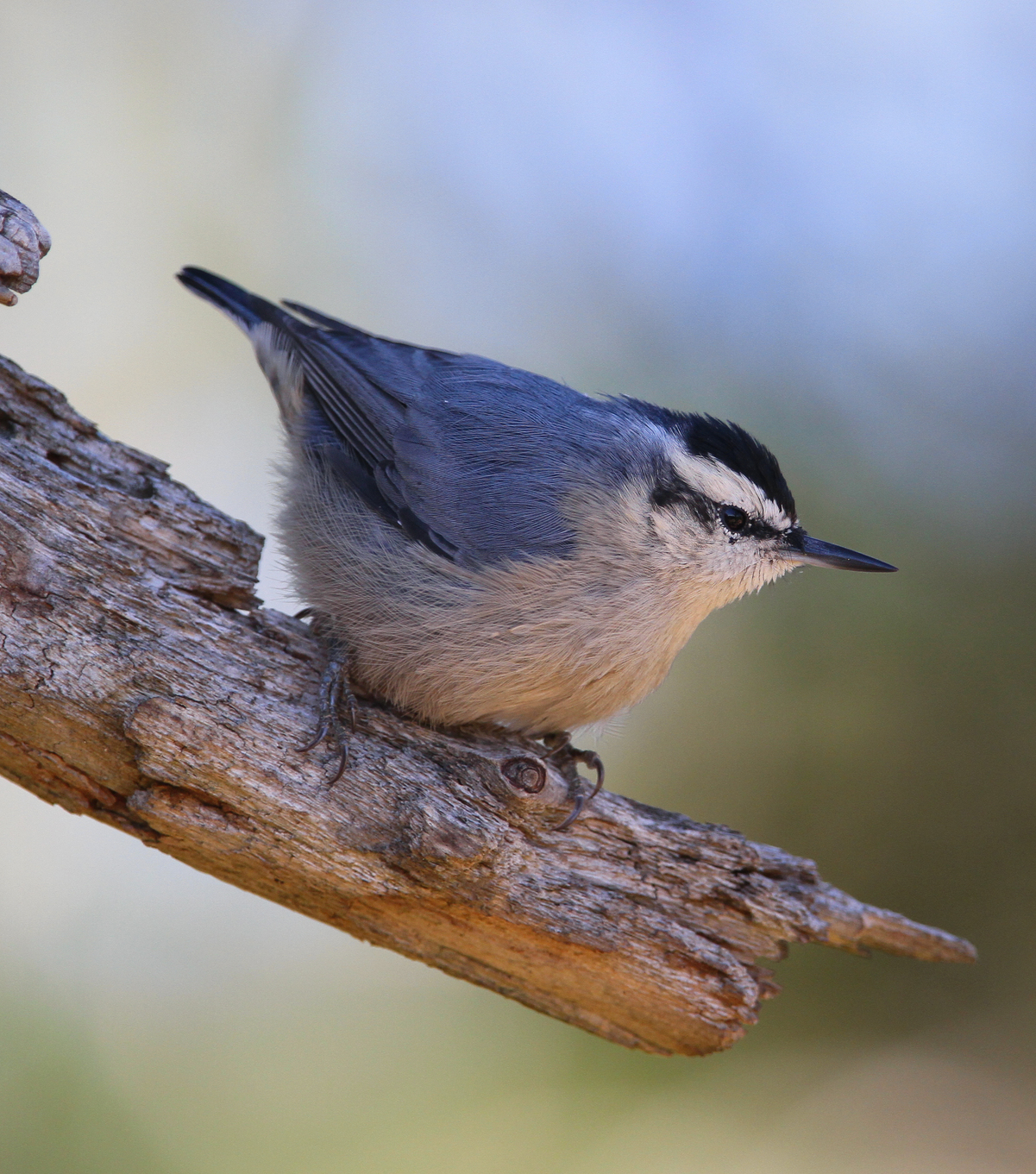
La Sittelle corse est l'espèce actuelle la plus proche de la Sittelle de Chine.

La phylogénie établie, Pasquet conclut que l'histoire paléogéographique du groupe serait la suivante : la divergence entre les deux clades principaux du « groupe canadensis » apparaît il y a plus de cinq millions d'années, à la fin du Miocène, quand le clade de krueperi et ledanti s'installe dans le bassin méditerranéen au moment de la crise de salinité messinienne ; les deux espèces le constituant divergent il y a 1,75 million d'années. L'autre clade se divise quant à lui en trois avec des populations quittant l'Asie par l'est et qui donnent naissance à la Sittelle à poitrine rousse, puis par l'ouest, il y a environ un million d'années et marquant la séparation entre les Sittelles corse et de Chine.

## Menaces et protection
L'aire de répartition est estimée à 1 810 000 km2 selon BirdLife International. L'effectif total n'est pas connu, mais dans son guide des oiseaux d'Asie de l'Est, Mark Brazil place l'espèce dans la catégorie des oiseaux peu fréquents en Chine (correspondant à une fourchette de 100 à 10 000 couples d'oiseaux matures), et on estime à moins de 1 000 les individus migrateurs en Corée. Les populations sont possiblement en déclin en raison de la destruction de l'habitat de l'oiseau, mais l'espèce est considérée comme de « préoccupation mineure » par l'Union internationale pour la conservation de la nature. Une étude de 2009 a essayé de prédire l'impact que pourront avoir les changements climatiques sur la répartition de plusieurs espèces de sittelles en Asie, en modélisant deux scénarios ; la Sittelle de Chine pourrait voir sa distribution diminuer de 79,8 à 80,4 % d'ici les années 2040 à 2069.